# Sophie Schütt
Sophie Schütt (Hamburgo, 9 de marzo de 1974) es una actriz alemana.

## Biografía
Sophie Schütt creció en la localidad de Maschen, perteneciente al municipio de Seevetal, que está situado en el distrito (landkreis) de Harburg del estado alemán (land) de Baja Sajonia, a unos 20 km al sur de la ciudad de Hamburgo y que forma parte del área metropolitana de Hamburgo. Se graduó en el Lessing-Gymnasium (Instituto de Educación Secundaria) de Harburg, que se encuentra en el vecino estado de Hamburgo.
Comenzó como actriz en el teatro independiente, actuando en varios teatros de Hamburgo (Thalia Theater, Kunsthalee, etc.) entre los años 1992 a 1996, en las obras “Curry, Sand und Eigelb” (“Curry, arena y yema de huevo”), “Das Drecksstück“ y "Krankheit der Jugend".
Ha sido protagonista de numerosas películas, fundamentalmente rodadas para televisión, series y miniseries de televisión de producción o coproducción alemana. 
Ha sido nominada para los premios como mejor actriz de serie de televisión de los premios de las televisiones alemana y austriaca del año 2005 como protagonista de la serie alemana "Typisch Sophie" (de aparición solo en las televisiones alemana y francesa, en esta última bajo el título de "Les Bonheurs de Sophie").
La película "Afrika - Wohin mein herz mich trägt" del director alemán Michael Steinke, en la que aparece como protagonista en el papel de "Antonia Voight", ha sido programada por las cadenas de televisión españolas (con en título "África: Donde el corazón te lleve") Antena 3 (2007 y 2008) y Televisión Española (2009 y 2010, esta última con el título "Donde el corazón te lleve"). Televisión Española también ha programado otras películas en las que aparece como protagonista, tales como "Adolescente de repente", "Donde vayas tu", "Veredicto de amor", etc.
Sophie Schütt se caracteriza por los rasgos de su cara y el color marrón de sus ojos que destacan sobre la claridad de su rostro y su cabello rubio, lo que refuerza visualmente su capacidad interpretativa y proporcionan al espectador una imagen de belleza y armonía.
Sophie Schütt ha sido pareja sentimental, entre 2008 y 2009, del también actor alemán Patrik Fichte.
Ha colaborado con varias ONG.

## Filmografía
- 1995: "Kinder des Satans" (“Hijos de Satanás”)
- 1995: "Stadtgespräch" (“Hablar de la ciudad”)
- 1997: "Tomorrow Never Dies" ("El mañana nunca muere") (película de James Bond, fuera de créditos)
- 1997: "Schwanger in den Tod"
- 1997: "Tatort – Mord hinterm Deich" (“Tatort- Asesinato detrás del dique”)
- 1997: "Trickser" (“Tramposo”)
- 1998: "Zerschmetterte Träume – Eine Liebe in Fesseln" (“Un amor encadenado”)
- 1999: "Sieben Tage bis zum Glück"
- 2000: "Wie angelt man sich seinen Chef?" ("Cómo casarse con el jefe"), en el papel protagonista de Anna Siebert
- 2000: "Rosamunde Pilcher: Zeit der Erkenntnis" (“Rosamunde Pilcher: Tiempo de conocimiento”)
- 2000: "Es geht nicht immer nur um Sex" (“No siempre es solo sexo”)
- 2000: "Paranoia"
- 2001: "1000 Meilen für die Liebe" ("1000 millas para el amor")
- 2001: "Ein Millionär zum Frühstück" ("Un millonario a comer")
- 2001: "Die Explosion - U-Bahn-Ticket in den Tod" ("Explosión en el metro -Venta de entradas para la muerte")
- 2002: "Verliebt auf Bermuda" ("El amor en las Bermudas")
- 2002: "Der Mann mit den grünen Augen" ("El hombre de los ojos verdes")
- 2002: "Der Augenblick der Begierde" ("Un momento de deseo")
- 2003: "Traumprinz in Farbe" ("Un príncipe azul en color")
- 2003: "Wintersonne" (“Sol de invierno”)
- 2004: "Schöne Witwen küssen besser" (“El major beso de las viudas bonitos”)
- 2006: "Himmel über Australien" (“El cielo de Australia”)
- 2006: "Rosamunde Pilcher: Wiedersehen am Fluss" ("Rosamunde Pilcher: adiós al río")
- 2006. “Afrika - Wohin mein herz mich trägt” (“África: Donde el corazón te lleve”)
- 2007: "Wie angelt man sich seine Chefin?" ("Cómo casarse con su jefe?")
- 2008: "Entführt - Ich hol dich da raus" (“Secuestrado - Voy a sacarte de allí")
- 2008: "Gefühlte XXS - Vollschlank & frisch verliebt"
- 2008: "Kreuzfahrt ins Glück: Hochzeitsreise nach Madeira" ("Crucero a la felicidad: luna de miel en Madeira")
- 2009: "Claudia, das Mädchen von Kasse 1" ("Claudia, la chica de caja número 1")
- 2010: "Auch lügen will gelernt sein" ("Mentir antes que ser atrapado")
- 2010: "Rosamunde Pilcher: Wohin du auch gehst" ("Donde quiera que vayas", en España estrenada como "Donde vayas tu")
- 2010: "Emilie Richards-Für immer Neuseeland" ("Siempre Nueva Zelanda", en España estrenada como "Veredicto de amor")
- 2010: "Lilly Schönauer – Wo die Liebe hinfällt" ("Lilly Schönauer - Rumor")
- 2014: "16 über Nacht!" ("Adolescente de repente")

## Participación en series de televisión
- 1996: "Faust" ("Fausto")
- 1997: "Ein Fall für Zwei - Unheimliche Geschäfte" ("Un caso para dos")
- 1998: "Adelheid und ihre Mörder"
- 1999: "Einfach Klasse!"
- 1999: "Unser Charly"
- 2000: "Alarm für Cobra 11" ("Alerta Cobra")
- 2003: "Kunden und andere Katastrophen" ("Los clientes y otros desastres")
- 2004-2006: "Typisch Sophie" ("Normalmente Sophie")

## Premios y nominaciones
Premios de la Televisión Alemana ("Der Deutsche Fernsehpreis")
- 2005: Nominación: Mejor Actriz por la serie de televisión "Typisch Sophie"

Premios Romy de la Televisión Austriaca ("Romy-Verleihung")
- 2005: Nominación: Mejor Actriz por la serie de televisión "Typisch Sophie"